# 司教顧問会
司教顧問会（しきょうこもんかい、英 : diocesan curia、羅 : Curia Diocesana）は、カトリック教会の教区司教の諮問機関。教会法469条に基づく組織。司教区ごとに置かれる。司教総代理は職務上の構成員となる。